# 真理

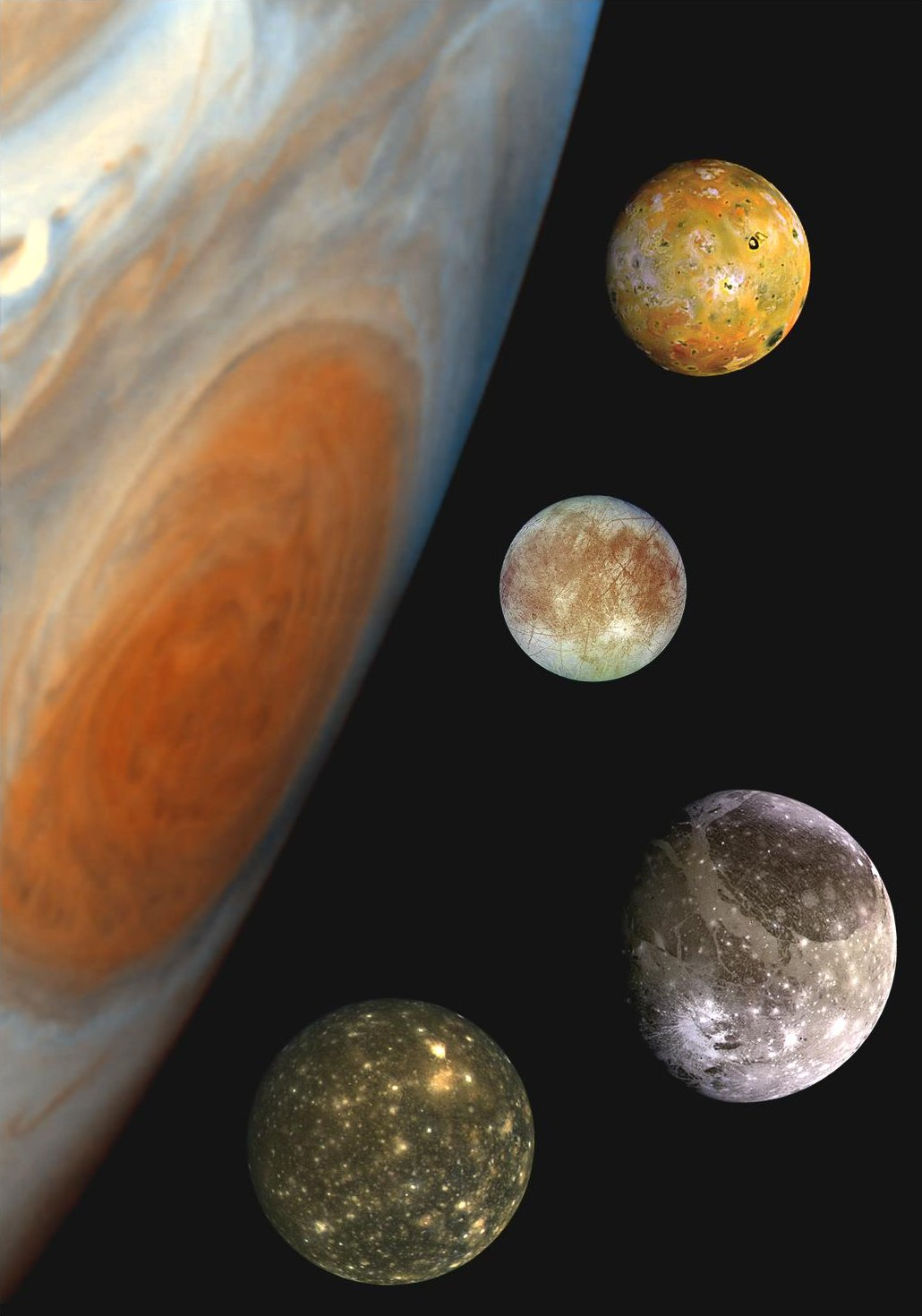
伽利略衛星，伽利略1610年觀測到的環繞木星公轉的四個衛星，证明並非所有天體均環繞地球旋轉。这是人类认识真理的过程的一个代表。

真理通常被定义为符合事实或实在的属性。在日常语言中，真理通常被归因于旨在代表现实或与之相对应的事物，例如信念、命题和陈述句。 真理通常被认为是错误陈述的反面。
在不同的文化、哲学和宗教背景下可能有不同的解释。然而，并没有任何一个真理的定义被学者普遍接受。许多不同的真理定义一直被广泛争论，许多与真理定义相关的主题同样无法获得共识。  一些哲学家认为真理概念是基本概念，无法用任何比真理概念本身更容易理解的术语来解释。 最常见的是，真理被视为语言或思想的对应到一个独立于思想的世界, 这称为真理符应论。
使用真理概念的有科學、哲學、宗教等。智人终于脫離於宗教迷信外的真理概念，始自於西方文明中科学与人文并重的古希臘時期。

## 引言

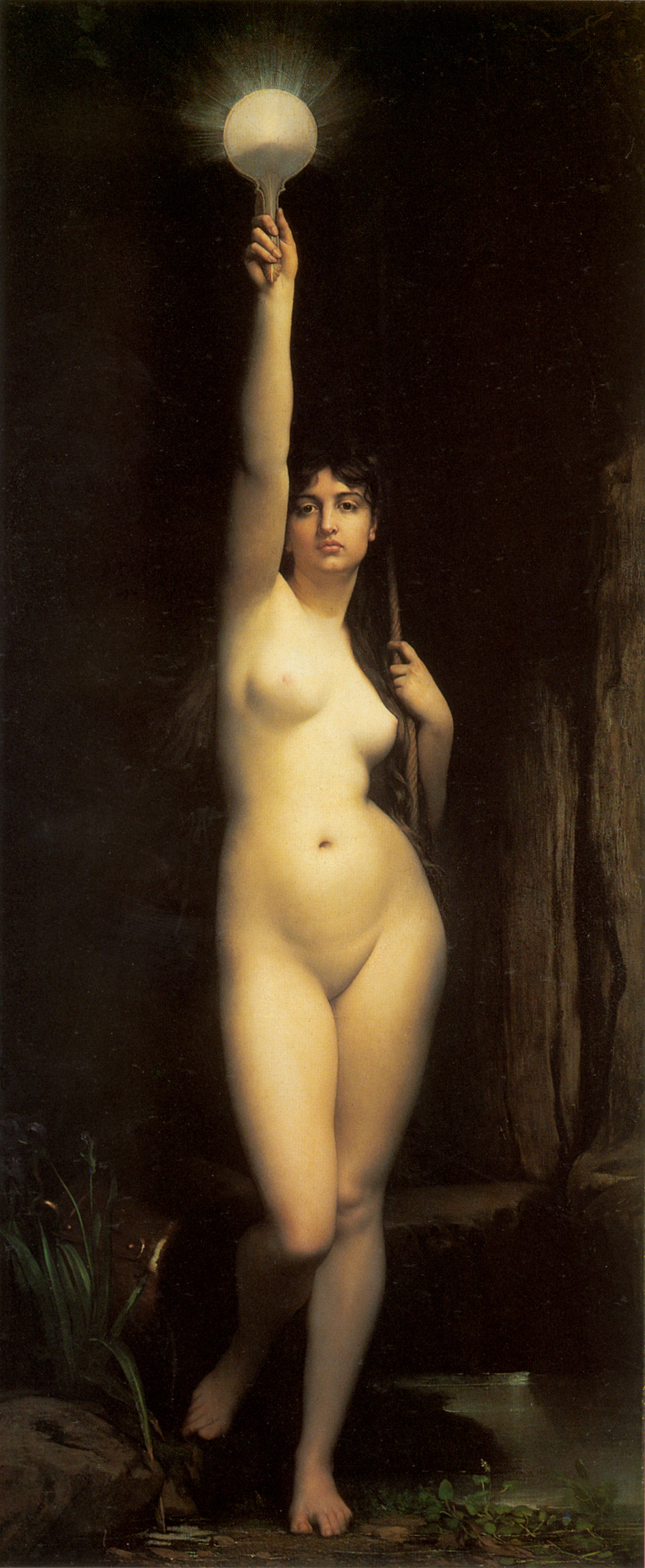
《La Vérité》（真理），由法國學院藝術畫家Jules Joseph Lefebvre所繪

回顾关于真理这一课题的思想史，并关注那些早就研究时至今日仍是该课题前沿问题的思想家们是一个接近如真理这样复杂哲学问题的有效途径。本引言即采用该方法，聚焦于真理问题中的几个重要主题。
真理与意义的主题通常认为密切相关，只有有意义的事物才能有真和假。这一关联在古代就确立了，而现代在语义学、特别是形式语义学中成为准则。另一长期令人感兴趣的关联是真理与逻辑有效性的关系。“因为逻辑最基础的概念是有效性，而它可通过真与假来定义。”。尽管意义与有效性并非本文的主题，但鉴于它们与真理的关联，附带探讨一下有利于明确真理的性质。
在古代残篇Dissoi Logoi中，作者显然试图证明一致地谈论真与假是不可能的。他所提出的使读者困惑的谜题之一引用了以下情形，“我是入会者”这样一种语词形式，A说可能是真的，但B说可能就是假的了。如果一个人观察到谓词真或假并不应用于语词表达式或语句，而是语句所表达或陈述的命题的话，远离这样的困惑显得十分容易。这个例子阐明了两个令当代人感兴趣的主题。其一，从抽象命题到具体语句的变化。其二，特殊种类的符号的性质，如例子中的代词“我”，它通常被称为指示的或索引的。

## 对于真理的哲学探讨
真理是哲学家面对人生的意義、存在問題的時候无法绕过的概念。许多哲学家都自诩代表真理，然而彼此之间可能毫无共同之处，甚至针锋相对。日常生活中，不少人也自称自己的观点是真理。探求真理可能是人类的本性之一，然而有意识地区别真理与谬误，始自巴门尼德关于“真理之路”与“意见之路”的区别：“真理被认为是永恒的、不变的”，这也是对真理最通俗的描述。

## 主要的真理理论
真值承担者问题，即关于究竟并且在何种程度上语句、陈述 (逻辑)、命题、判断或信念能被称为真的问题，以及关于真值承担者究竟对于个人还是整个共同体或社会为真的问题，包含于下面介绍的理论所提出的许多重要问题之中。
所有主要的实质理论或强理论将真理视为具有本性的某种东西、现象、事物或者一种人类经验，该理论认为关于真理有重要内容值得谈论。这些理论提出的观点被哲学家普遍认为能在某些方面应用于由人类交互作用中观察到的事件组成的广泛集合，或者为与人类经验中的真理观念相关的议题提供重要而可靠的解释（因此称为强理论）。近来出现了所谓紧缩论或最小理论，它们基于以下观念，术语“真”应用于陈述并没有断定关于陈述的任何重要的东西，例如陈述的本性。“真”不过是个标签、谈话工具用以表达赞同、强调主张或构成某种概括。

### 实质理论

#### 符合论
符合论主张，真信念和真陈述在于与真实事态相符合。这种理论本质上试图在思想或陈述与事物或客体间建立关系（真理关系），该关系理论上可以独立于涉及该关系的人，并独立于其他真理关系而存在。这是一个传统模式，至少可以追溯至一些古希腊哲学家。这类理论认为陈述的真或假原则上完全取决于它如何关联于客观实在，它是否准确地描述（换言之，符合于）实在。
康德以下述态度评论真理符合论：

真理被认为在于知识与客体的一致之中。按照这一纯粹的语词定义，那么，我的知识，为了是真的，必须与客体相一致。既然，我只有用这种方法，即通过认识客体的方法，比较客体与我的知识。那么，我的知识便为它自己所证实，对于真理来说这远远不够。因为正如客体外在于我一样，知识在我之中，我只能判断我对客体的知识是否与我对客体的知识相一致。这样一个解释的循环被古典作家称为Diallelos。而且逻辑学家被怀疑论者批评犯这种谬误，怀疑论者评论道这种对真理的说明就像一个上法庭的人为支持他的陈述而诉诸无人认识的证人，但该证人却通过陈述召唤他为证人的人是可敬的来为他自己的可信度辩护。（康德，45）

按照康德的说法，符合论的真理定义是纯粹的语词定义，这里运用了亚里士多德名义定义和真实定义间的区分，前者引入新的术语，而后者显示了事物真正的原因或本质，术语已经被先行定义了。从康德对历史的记述来看，符合论的真理定义从古典时代起已处于争论之中，怀疑论者批评逻辑学家采用循环推理的形式，虽然逻辑学家实际所认为的符合论涉及的范围并未被适当评估。
符合论传统上基于以下假设才能成立，即客观的真理关系是存在的，站到真理关系一边来只是人类的任务。然而实际上，近来更多的理论家已清晰明白地表明如不对附加因素加以分析，这一理想不可能达到。例如，在特定语言内对符合论的分析被迫承认，在理论工作的开端，正被探讨的特定语言是个附加的限制因素，只有通过精心论述不同语言间翻译的理论，才能逐渐构造语言中立的真值谓词。强有力的理论局限限制了这一工作的完成。评论家们和下面所介绍的一些理论的支持者们普遍宣称符合论忽略了真理关系中人的作用。

#### 融贯论
一般而言融贯论认为，真理是整个信念或命题系统内各部分的一致。尽管如此，通常融贯意味着某些超出简单逻辑一致性的东西。例如，概念基本集合的完全性和广泛性是判断融贯系统效用和有效性的关键因素。融贯论贯彻的原则是以下观念，真理根本上是整个命题系统的性质，个别命题只因与整体相融贯而衍生地被赋予真理的性质。在通常被视为融贯论的各类观点中，理论家们在究竟融贯论带来许多可能为真的思想体系还是只有一个绝对体系是真的问题上并不一致。
一些融贯论的变体被认为描述了逻辑和数学中一些形式系统的内在本质特征。而进行形式推理的人乐于思索并列的、在公理方面独立而又相互矛盾的系统，例如各种可供选择的几何学。大体上，融贯论被批评为在将它应用于真理的其他领域时缺少适当的理由，特别是涉及大部分关于自然世界、经验预料的断定以及关于心理和社会实际事件的断定，尤其当融贯论没有其他主要真理理论辅助的情况时。

#### 构造论
社会构造论认为真理由社会过程所构造，带有历史和文化特质，并认为真理某种程度上体现于共同体中的权力斗争中。构造论将我们的知识视之为“被构造的”，因为它并不反映任何外在的超越的实在（纯粹的符合论会抱有此观点）。真理观念更应被看作随习俗、人类的感受和社会经验而定。构造论者相信对人类体质和生物学事实的表述，包括对种族和性别的表述，是由社会构造的。维柯、黑格尔、Garns和马克思是这一雄心勃勃地扩展社会决定论的先驱。

#### 共识论
共识论认为真理是任何被某特定群体一致同意的东西，或者在其他版本中，是特定群体可能就此达到一致同意的东西。共识论的标签以不同的名称被贴在许多在其他方面非常不同的哲学观点上。某些实用主义理论的变体被包括在共识论中，虽然实用主义理论范围十分广泛而应有它自己的分类。共识论作为一种有益的对真理概念的说明，哈贝马斯是它的当代倡导者。哲学家雷谢尔则是当代强有力的批评者。

#### 实用主义理论
一般而言，在实用主义思想中意义并不仅仅在语词中表达，还在行为中表达。没有任何陈述不被直接限定也能成立，必须首先定义它的术语，然后详述不同作者赋予每个术语的不同意义。这一做法使实用主义对意义和真理的理解产生分歧，关于这一做法的问题甚至导致了古典实用主义者的第一次分裂，而原本皮尔士、詹姆斯、杜威在他们共同的哲学的出色观点上有一致意见。最关键的分歧来自于唯理论和实在论在实用主义中所扮演的角色。
皮尔士将真理定义如下：“真理是抽象陈述与理想极限的一致，无尽的探究将带着科学信念趋于真理，抽象陈述通过承认它的不准确和片面性而拥有与理想极限的一致，这种承认是真理的本质要素。”这一陈述强调了皮尔士的观点，即有限的探究所获结论是不完全的、有偏见的，但探究活动会使信念逼近真理，在别处他表述为可误论并指向未来，这两者构成了恰当的真理概念的本质内容。尽管皮尔士使用一致这样的词语描述符号间关系的一个方面，他同样颇为直率地说仅仅基于符合论的真理定义不过是个名义定义，他认为名义定义次于真实定义。
詹姆斯版本的实用主义理论，通常经由他自己的陈述概括为：“真的”不过是有关我们的思想的一种方便方法，正如“对的”不过是有关我们的行为的一种方便方法一样。通过这句话，詹姆斯意味着真理是一种性质，其价值由在实际实践中运用概念所得的效用来确认（因而，称为实用主义）。杜威对真理的定义比皮尔士广，但狭于詹姆斯，他认为为了澄清、证明、改进并且/或者反驳已提出的真理而将它提交到探究者共同体公开检验，如果这样做，探究无论是科学的、技术的、社会学的、哲学的还是文化的，都会随时间而自我更正。

### 最小化理论

#### 紧缩理论
将真这个概念或术语归之于语句或命题的实在性质，这个议题被许多哲学家所拒斥。这些哲学家对真值谓词的通常使用（“…是真的”，或其等价表达），至少在其主要方面，作出回答，该回答在20世纪上半叶对于真理的哲学探讨中显著流行起来。按这一观点，断定命题“‘2+2=4’是真的”逻辑上等价于断定命题“2+2=4”，而且短语“是真的”在这一语境和在其他语境中一样完全是不必要的。这一观点被普遍表述为：
- 真理紧缩理论，因为它们旨在缩小概念“真”被假定具有的重要性。
- 消除引号论，关注于如上述例子的情形中消去引号。
- 真理最小理论。[16][17]

无论使用何种术语，紧缩理论被认为共同相信真值谓词是为了表达的方便，而非一种需要深入分析的性质的名称。
除了强调谓词“是真的”的形式特征外，某些紧缩论者指出概念使我们能以简略的方式表达事物，否则将需要无限长的语句。例如，一个人无法表达相信迈克尔所言正确，通过断定如下无尽的语句：
迈克尔说，“雪是白的”，且雪是白的；或者他说，“玫瑰是红的”，且玫瑰是红的；或者他说……
但它能被简洁地表达，通过说：
无论迈克尔说什么都是真的。
一旦我们识别出真值谓词的形式特征和功用，紧缩论者主张，我们所说的一切就是关于“真”我们能说的全部。该观点的主要理论关注点是消除悖论，悖论发生时概念“真”具有奇特而令人感兴趣的性质。

#### 履行论
履行论是由英国哲学家斯特劳森提出的一种哲学观点。履行理论认为，说一个陈述是真的不仅仅是在描述这个陈述，而是在对其进行某种操作，比如同意它、支持它或接受它。
该观点认为说“‘雪是白的’是真的”即履行一种言语行为，发出同意雪是白的这一断定的信号（与点头表达赞同十分相似）。某些陈述履行超出言语交流以外行为的思想并不像表面看上去那么古怪。试考虑，例如，当新娘在婚礼的适当时候说“我愿意”，她在履行接受身边的男人为合法丈夫的行为。她并不是在描述自己接受他为合法丈夫。以同样方式，斯特劳森认为：“说一个陈述为真，并不是就该陈述作一个陈述，而是履行了同意、接受或赞成该陈述的行为。当一个人说‘正在下雨，这是真的’，他断定的只是‘正在下雨’。而陈述‘……，这是真的’的功能是同意、接受或赞成陈述‘正在下雨’。”

#### 冗余论及相关理论
按照真理的冗余论，断定一陈述为真完全等价于断定该陈述本身。例如，断定语句“‘雪是白的’是真的”等价于断定语句“雪是白的”。冗余论者从下述前提中推断出他们的观点，即真理是个冗余的概念，换言之，它只是在某些谈话语境中方便使用的语词，并不指向任何实在。该理论通常归功于兰姆赛。他认为使用语词“事实”和“真理”不过是断定一命题的迂回方式，将这些语词视为隔离于判断之外的单独问题来处理不过是语言混乱。
冗余论的一个变体是消除引号论，它运用塔斯基模式的修正形式：说“P”是真的，就是说P。而紧缩论的另一个版本是真理的代语句论，由格罗芙、坎普、贝尔纳普首先提出，更详细地阐明了兰姆赛的主张。他们认为当语句“这是真的”作为对“正在下雨”的响应时，它就成为一代语句（参见替代形式），亦即一复述其他表达式内容的表达式。在语句“我的狗饿了，所以我喂牠”中，“牠”与“我的狗”意义相同，同样地，“这是真的”被认为与“正在下雨”意义相同——如果你说后者，而我说前者的话。这些变体并不必然遵循兰姆赛而断言，真不是性质，相反它们会主张，比如，断定“P”可能涉及实质真理，既便如此理论家们会尽可能最小化，使只有冗余或代语句与语句“这是真的”相关。
紧缩原则并不适用于与常见语句不相似的表述，也不适用于许多其他一般被判断为真或假的事物。试考虑，语句“雪是白的”（‘Snow is white’）与人名白雪公主（Snow White）间的类比，在某种意义上两者都能是true。对最小论者来说，说“‘雪是白的’是真的”（“‘Snow is white’is true”）与说“雪是白的”等价，但说“白雪公主是真的”（“Snow White is true”）与说“白雪公主”并不等价。

#### 哲学怀疑论
哲学怀疑论通常是对一项或多项知识或信仰的任何质疑态度或怀疑，这些知识或信仰将其断言和命题视为真理。 哲学怀疑论的主要目标是认识论，但它可以应用于任何领域，例如超自然、道德（道德怀疑论）和宗教（对上帝存在的怀疑）。

### 多元论
一些主要的真理理论认为，存在一种特定的属性，拥有这种属性使得信念或命题成为真实。真理的多元论理论则断言，可能有多个属性使命题成为真实：道德命题可能因为一致性而成为真实。关于物理世界的命题可能因为与它们所涉及的对象和属性相符而成为真实。

## 形式理论

### 数学
数学中求真有两种主要方法。它们是真理模型论和真理证明论。

### 塔斯基的真理语义
阿尔弗雷德·塔斯基的真理的语义理论是为形式语言（如形式逻辑）开发的，其一般情况为给定语言：
“P”是真的，当且仅当P
当“P”是语句的指称（语句的名字）时，P正是语句本身。
逻辑学家和哲学家阿尔弗雷德·塔斯基发展了对于形式语言（比如形式逻辑）的理论。这里，他以如下方式约束该理论：语言不能包含对自身的真值谓词，换言之，表达式“是真的”只能被应用于其他语言中的语句。后一种被谈论的语言他称之为对象语言（继而，对象语言可能包含应用于其他语言中的语句的真值谓词）。这种约束的原因在于，包含对自身真值谓词的语言会包含悖论。因此，塔斯基认为语义学理论不能被应用于任何自然语言，如英语，因为它们包含对自身的真值谓词。戴维森将该理论作为他的真值条件语义学的基础，并以融合主义的形式将其与彻底解释相联系。
注意到这些悖论甚至存在于最符号化形式化的数学之中，要归功于罗素在他年轻时期的工作，特别是由他名字命名的罗素悖论。罗素和怀特海试图在《数学原理》中通过将陈述分为不同类型层次来解决这个难题，在类型论中陈述不能指称自身，只能指称层次较低的陈述。这继而导致新的困难，如关于类型的准确性质，关于概念上可能的类型体系结构，时至今日它们仍有待解决。

### 克里普克真理理论
克里普克主张事实上自然语言能包含对自身的真值谓词而不引起矛盾。下面显示了他是如何构造的：
- 从一个自然语言语句的子集开始着手，它不含有任何表达式“是真的”（或“是假的”）存在。所以，“谷仓是大的”包含于该子集中，但“谷仓是大的是真的”被排除在外，使人困惑的语句如“这句话是假的”同样如此。
- 仅对该子集中的语句定义真。
- 其次，扩展对真的定义以包含新的语句，它们断定原初子集中语句的真或假。于是，“谷仓是大的是真的”被包含了进来，但不包括“这句话是假的”和“‘谷仓是大的是真的’是真的”。
- 然后，对断定第二个集合所包含句子真或假的所有语句定义真。设想这一过程无限次重复，那么对于“谷仓是大的”定义真，而后对于“谷仓是大的是真的”定义真，再对于“‘谷仓是大的是真的’是真的”……

注意对于语句“这句话是假的”，“真”从未得到定义，因为它不在最初的子集中，也不断定最初或所有后继集合中的任何语句的真值。在克里普克的术语中，这称为“无根”。即便定义真的过程无限进行，这些语句也决不能指派为真或假，克里普克的理论意味着某些语句既非真也非假。这与二值原则相抵触，该原则认为所有语句或者为真或者为假。由于这一原则是推出说谎者悖论的关键前提，因此该悖论被解决了。

## 其他著名观点

### 古希腊哲学
根据记载第一次对真理进行哲学思考的是亚里士多德，近世几乎所有真理理论都可以追溯到他。《形而上学》中记述了他的名言：“是什么说不是什么，不是什么说是什么，这是假的；是什么说是什么，不是什么则说不是什么，这是真的。”

### 现代哲学
康德、 黑格尔、 叔本华、 尼采、 海德格尔、 萨特等著名哲学家对真理都有研究和探讨。

### 科學的真理
科學的真理是對猜想假設，經過或利用邏輯的科學方法驗證，並用公理化方法形成的原理。近代的科學旨在理性、客觀的前提下，用知識或理論與完整實驗證明出真理。在將知識的研究歸納和系統化後，便成為科學中的真理。

### 宗教对真理的主张
某些宗教，也声称自己在追求“真理”，或者宣称自己掌握了“真理”

#### 佛教
世間的事物也是虛幻而變化的。人須要「不執著」於兩邊對立的定理，反而要超越兩邊固常的認知，才能找到「真知」及「真理」。
認為人人本身皆具有(觀照)看清萬物「真實相」而不偏差的能力，但是都被世間的「不淨」(色蕴) 不同程度地蒙蔽了雙眼及內心。因此提倡目標是減去人本身的各種陋習，勤於領悟世間的真理，就能達至「清淨燭明」而且「能看破化解 無盡人世間煩勞」的理想境界，並能以平常心自在地走在「正道」上。

#### 基督教
基督教对真理有救世论的观点。根据《圣经》约翰福音14章6节，耶稣被引用说：“我就是道路、真理、生命：若不借着我，没有人能到父那里去”。

### 中國哲學系統的真理
根据中国著名哲学家冯友兰教授《中国哲学简史》的相关内容,在中国哲學系統中关于“真理”的几点主要论述如下:
- 儒家强调“诚”的道德实践,认为真理体现为一个人内心道德情感的自由流露和外在行为的一致。
- 道家追求对自然道理的深刻体会,认为言语理性难以达到真理,需要通过直觉体认参悟。
- 墨子提出“兼爱、非攻”的理念,认为真理应关涉和调整人与人的关系。
- 汉代理学讲求“致中和”、掌握“物极必反”的规律,认为真理应当同客观存在的理法相一致。
- 清代实学家提倡“经世致用”,认为真理最终要服务于社会实践。
- 近代实用主义认为,真理导源于人的需求,是否真理要看其是否对人生有用。

总的来说,中国古典哲学对真理有独特的理解,既有理论性又十分实用主义,同时兼顾了认识论和方法论等方面。但是哲学的方法与风格方面, 传统的中国哲学注重直观的智慧、实用的指导和道德修养，不强调严格的定义、形式化的论证或系统性的理论，并没有出现类似于西方哲学中对真理的严格的定义、形式化的论证或系统性的理论。
台灣大學哲學系李賢中教授指出，『中國哲學具有很強的人文精神，指出了人生的意義與價值，呈現生命整體的終極關懷，也體現了人類文化創造的價值和理想。中國哲學人文精神的內涵與其特徵包括：基礎性、普遍性、導向性、實踐性與整體性。』。

## 相关概念
- 半真理
- 谬误
- 虚假信息